# Aeroportul Poptún
Aeroportul Poptún (IATA: PON, ICAO: MGPP) este un aeroport din Departamento de Petén⁠(d), Guatemala ce deservește zona Poptún⁠(d). A fost numit după zona deservită.
Situat la o altitudine de 516 m, aeroportul dispune de o singură pistă.